# Verdienter Hochschullehrer der Deutschen Demokratischen Republik
Verdienter Hochschullehrer der Deutschen Demokratischen Republik war eine staatliche Auszeichnung  der Deutschen Demokratischen Republik (DDR), welche in Form eines Ehrentitels mit Urkunde und einer tragbaren Medaille verliehen wurde.

## Beschreibung
Gestiftet wurde der Titel am 13. Februar 1975. Seine Verleihung erfolgte für hervorragende Verdienste bei der Erziehung und Ausbildung des wissenschaftlichen Kaders der DDR, aber auch für hervorragende Verdienste in der sozialistischen Erziehung der Studenten und des wissenschaftlichen Nachwuchses.
Die Anzahl der Auszeichnung war auf jährlich 10 Ehrentitel begrenzt. Somit zählt diese Ehrung mit nachgewiesenen 161 Verleihungen zu den seltensten der DDR. Der ausgezeichnete Hochschullehrer erhielt eine Medaille, eine Urkunde sowie eine Geldzuwendung (Prämie) in Höhe von 5000 Mark.

## Medaille zum Ehrentitel

### Aussehen
Die vergoldete Medaille mit einem Durchmesser von 30 mm zeigt auf ihren Avers einem Lorbeerkranz mit der Inschrift: VERDIENTER / HOCHSCHUL / LEHRER / DER DDR. Das Revers der Medaille zeigt das Staatswappen der DDR.

### Trageweise
Getragen wurde die Medaille auf der linken oberen Brustseite an einem 25 × 14 mm roten bezogenen Ordensband. Auf der Interimsspange war zudem zusätzlich ein vergoldeter Lorbeerzweig als Miniatur aufgelegt.